# Paulo Sidnei Antunes
Paulo Sidnei Antunes (Inhumas, 4 de maio de 1947) é um arquiteto, funcionário público e político brasileiro filiado ao Cidadania que foi vice-governador do Tocantins.

## Biografia
Filho de Manoel Antunes Filho e Julieta Candida Antunes. Arquiteto e Urbanista formado pela Pontifícia Universidade Católica de Goiás em 1978, foi secretário de Planejamento e depois secretário de Viação e Obras em Inhumas na primeira administração do prefeito Irondes José de Morais e também vice-presidente municipal do PMDB. Em Goiânia coordenou o setor de Desenvolvimento Regional da Secretaria de Planejamento e foi superintendente do Instituto de Desenvolvimento Urbano, deixando este cargo para assumir a prefeitura de Araguaína no posto de interventor. Com a criação do Tocantins, elegeu-se deputado federal em 1988 e vice-governador do estado na chapa de Moisés Avelino em 1990. Derrotado na eleição para senador em 1994, foi eleito prefeito de Araguaína em 1996 e deputado estadual em 2002.
Filiado ao PPS, foi eleito vice-governador do Tocantins em 2006 na chapa de Marcelo Miranda sendo cassado em 8 de setembro de 2009 pelo TSE por abuso do poder econômico. No lugar do governador e do vice-governador foram eleitos Carlos Henrique Gaguim e Eduardo Machado, respectivamente.